# Baiana de acarajé
Baiana de acarajé (ou simplesmente baianas) é um ofício tradicional de vender acarajé e outras iguarias das culinárias africana e afro-baiana, sobretudo exercido por mulheres, mas não exclusivamente. Mulheres em sua maioria negras e com forte identidade nas religiões de matriz africana, conseguiram a regularização da profissão junto aos poderes públicos. Uma das principais figuras típicas do Brasil, chega a ter uma caracterização recorrente nos desfiles das escolas de samba do país (ala das baianas). Em 2012, as baianas foram reconhecidas como Patrimônio Imaterial da Bahia e tiveram seu ofício incluso no livro de Registro Especial dos Saberes e Modos de Fazer, do Instituto do Patrimônio Artístico e Cultural da Bahia (IPAC).
É uma profissão regulamentada pelo decreto municipal de Salvador 12.175/1998 e portarias subsequentes, que indicam, inclusive, a padronização de indumentária (uniforme de trabalho) e tabuleiro, zelando principalmente pela higiene na preparação e manuseio do alimento.[carece de fontes?]

## Representações culturais

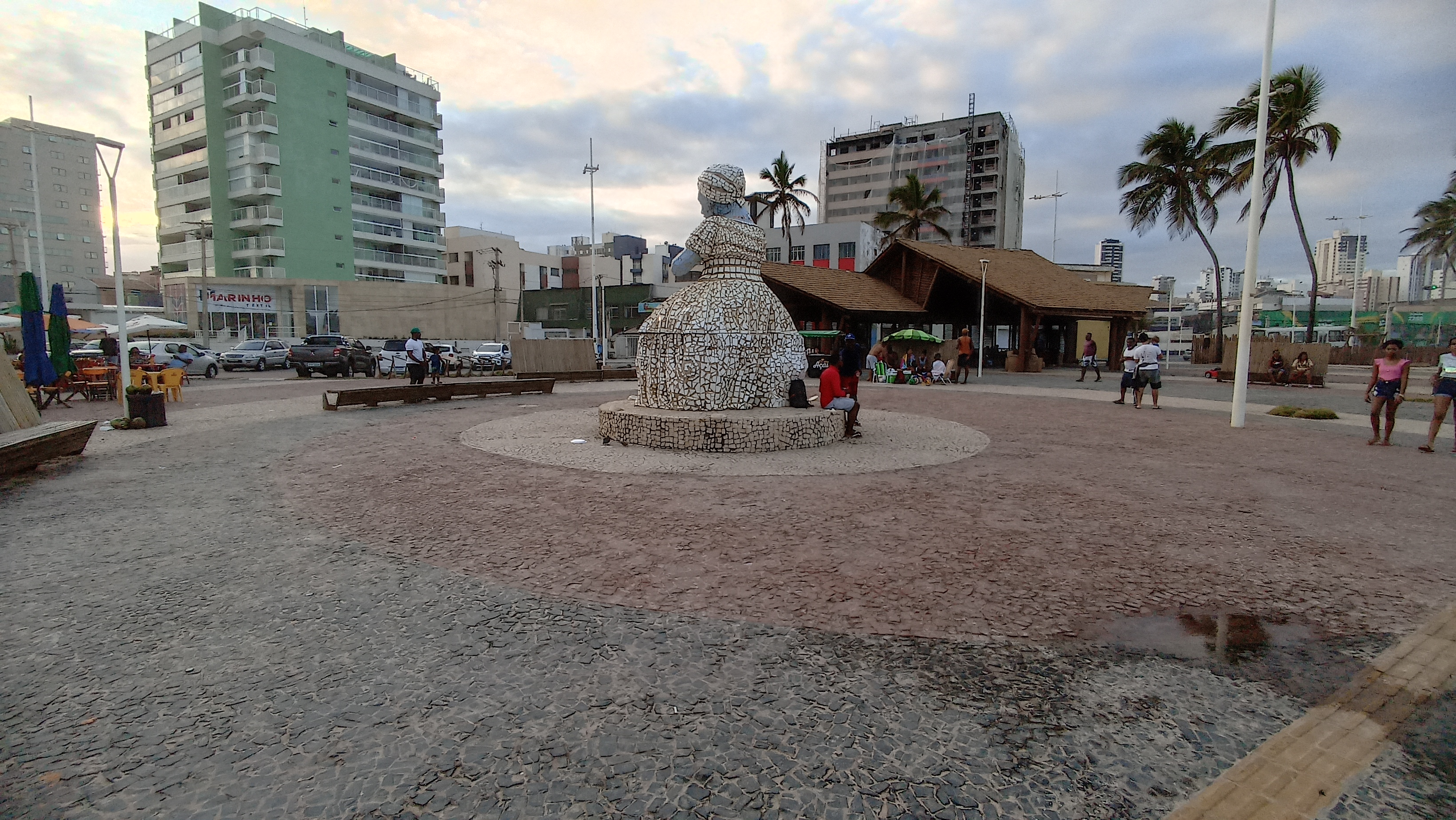
Escultura do Largo das Baianas, no bairro de Amaralina em Salvador

A pergunta "O que é que a baiana tem?" é feita na letra de uma famosa canção do compositor baiano Dorival Caymmi, com a resposta: "Tem torso de seda, tem! / Tem brincos de ouro tem! / Corrente de ouro tem! / Tem pano-da-costa, tem! / Sandália enfeitada, tem!". Cantada por grandes intérpretes, desde Carmen Miranda, Maria Bethânia, Clara Nunes e outros, além do próprio Dorival, foi, durante a primeira metade do século XX, um grande divulgador dessa personagem típica de Salvador e da Bahia.[carece de fontes?]
Ari Barroso, outro grande compositor brasileiro, num dos seus maiores sucessos, a canção de samba de 1936 No tabuleiro da baiana, também faz referência à quituteira da Bahia: "No tabuleiro da baiana tem: vatapá, oi, caruru, mungunzá, tem umbu"… mas sobretudo "desvenda" aquilo que tem a baiana em seu coração: "sedução, canjerê, ilusão, candomblé".[carece de fontes?]
Além de Carmen, Aurora Miranda foi outra que levou a figura "cheia de balangandãs" da baiana para as telas do cinema: é a baiana "Iaiá", no misto de animação e filme The Three Caballeros, de Walt Disney (Você já foi à Bahia?, no Brasil).[carece de fontes?]
Atraído pelos encantos e magia baianos, o artista plástico argentino Carybé retratou como poucos a figura da baiana, assim como muitos outros, a exemplo de Santi Scaldaferri e Pierre Verger.[carece de fontes?]